# Asamoah Gyan
Pour les articles homonymes, voir Gyan et Asamoah.
Asamoah Gyan, né le 22 novembre 1985 à Accra au Ghana, est un footballeur international ghanéen qui joue au poste d'attaquant. 
Frère d'un autre footballeur professionnel, Baffour Gyan, il rejoint l'Europe très jeune mais connaît des débuts difficiles en Italie. 
En 2006, il se révèle aux yeux du monde en devenant le premier buteur ghanéen de l'histoire de la Coupe du monde. Après une période plus compliquée, marquée notamment par de nombreuses blessures, il revient au premier plan en se montrant décisif lors de la CAN 2008 puis de la Coupe du monde 2010 dont il est élu l'un des dix meilleurs joueurs. Il est élu Footballeur africain de l'année. Il fait aussi partie des vingt-trois joueurs nommés pour le Ballon d'or 2010.
Il est également trois fois meilleur buteur du championnat des Émirats arabes unis en 2012, 2013 et 2014.
Finaliste de la Coupe d'Afrique des nations en 2010 et 2015, Il est le joueur le plus capé et le meilleur buteur de l'histoire de la sélection ghanéenne avec 51 buts inscrits.

## Biographie

### Enfance et débuts

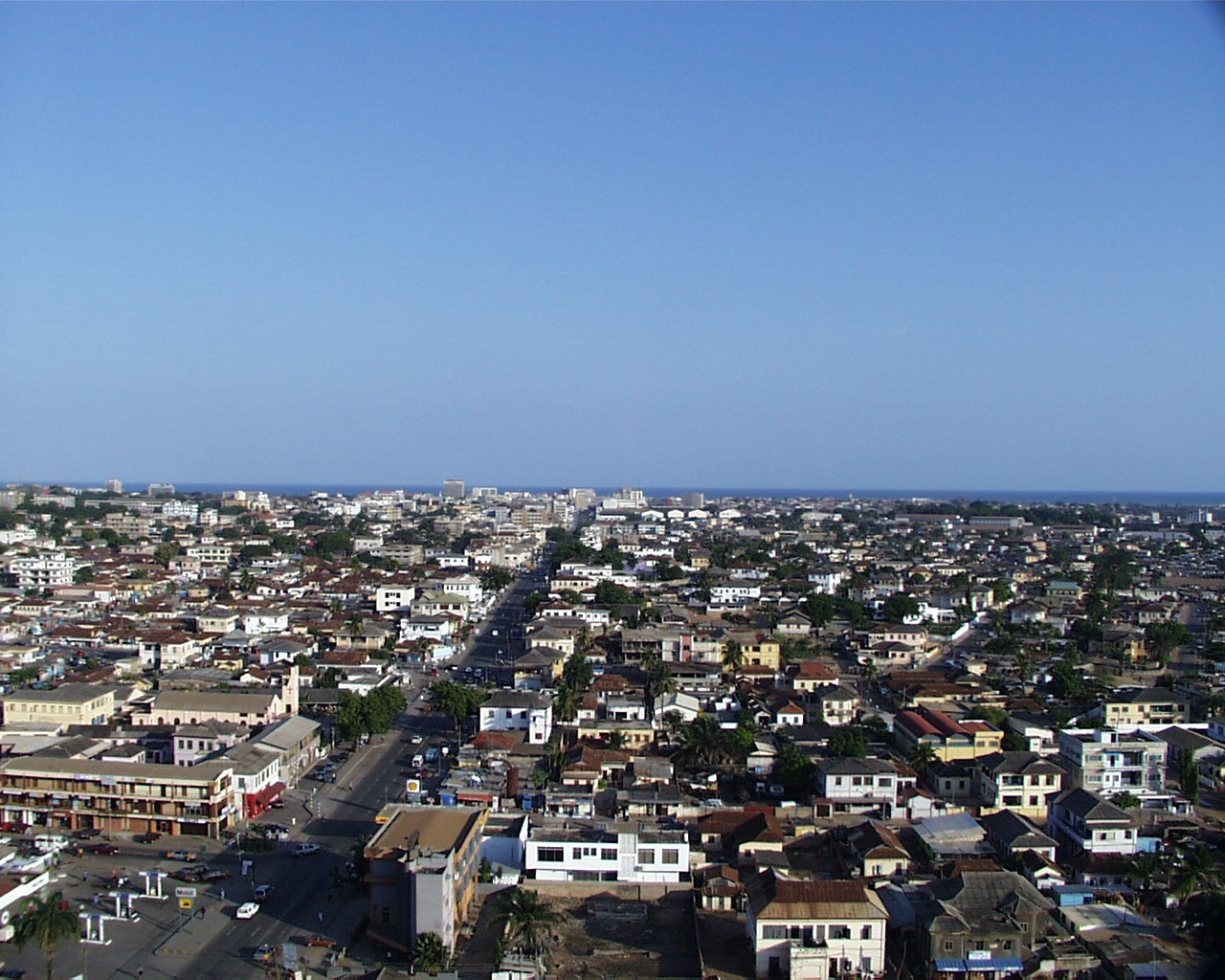
Accra, capitale du Ghana, est le lieu de naissance d'Asamoah Gyan.

Né à Accra, capitale du Ghana, Asamoah Gyan grandit dans le centre du pays, dans le district de Wenchi. Il est issu d'une famille sportive : son père, commerçant, a joué au football à un niveau modeste, sa mère, nommée Cecilia Love Amoako, a pratiqué l'athlétisme, enfin son frère Baffour commence lui aussi une carrière de footballeur. Comme Baffour, de cinq ans son aîné, Asamoah débute avec les Liberty Professionals. Il entre à l'académie de ce club d'Accra à l'âge de neuf ans, ce qui lui permet d'allier pratique du football et poursuite de ses études. Débutant comme latéral droit puis comme milieu de terrain, il est repositionné en attaque à l'âge de quinze ans. Privé un jour de tous ses attaquants, son entraîneur d'alors replace Gyan comme avant-centre. Sa prestation étant convaincante, Gyan s'installe à ce poste.
À dix-sept ans, il fait ses débuts en première division ghanéenne, avec les Liberty Professionals. Quelques mois plus tard seulement, il retient l'attention du sélectionneur de l'équipe nationale ghanéenne. Il fait ses débuts internationaux le 19 novembre 2003, pour une rencontre de qualifications à la Coupe du monde 2006 disputée face à la Somalie. Remplaçant en début de rencontre, il remplace Nana Arhin Duah à la 77e minute et marque son premier but cinq minutes après son entrée en jeu, quelques jours avant son dix-huitième anniversaire. Par la suite, Gyan participe à six autres rencontres qualificatives des Black Stars, et marque trois autres buts, dont un face au Cap-Vert, lors de la rencontre qui permet au Ghana de valider son ticket pour le Mondial 2006,. Entre-temps, cette affirmation précoce éveille l'intérêt du club italien de l'Udinese, qui manifeste son envie de le recruter dès octobre 2003, et parvient à ses fins au mois de janvier suivant. Pour sa première demi-saison en Europe, Gyan ne dispute qu'une rencontre de Série A, face à Parme le 16 mai 2004.
Son temps de jeu limité en club ne l'empêche pas d'être retenu pour disputer les Jeux olympiques à Athènes avec le Ghana en compagnie notamment de son frère. Gyan est titulaire tout au long du tournoi,,. Après un nul contre l'Italie (2-2) et une victoire devant le Paraguay (2-1), les Ghanéens subissent une défaite inattendue face au Japon (0-1). À égalité de points avec l'Italie, le Ghana se fait éliminer au nombre de buts marqués. Gyan, qui n'a pas débloqué son compteur but durant le tournoi, peut regretter de nombreuses occasions ratées face au Japon.

### Affirmation
De retour de Grèce, Asamoah Gyan est prêté par l'Udinese au Modena FC le 1er septembre 2004, afin de gagner en temps de jeu en Série B. Avec le club d'Émilie-Romagne, tout juste relégué de Série A, Gyan gagne ses galons de titulaire au côté du vétéran Maurizio Ganz et marque sept buts en vingt-huit matchs de championnat. À l'issue de cette première saison, Modène obtient de l'Udinese le renouvellement du prêt de Gyan pour 2005-2006. Avec Cristian Bucchi, qui marque pas moins de trente buts pendant cette saison, Asamoah Gyan forme l'une des meilleures, sinon la meilleure paire d'attaque de Série B. Lors de cette seconde saison, Gyan marque huit buts en vingt-cinq apparitions, contribuant aux bons résultats de son club, qui manque la remontée en Série A après avoir été éliminé en barrages par Mantoue.

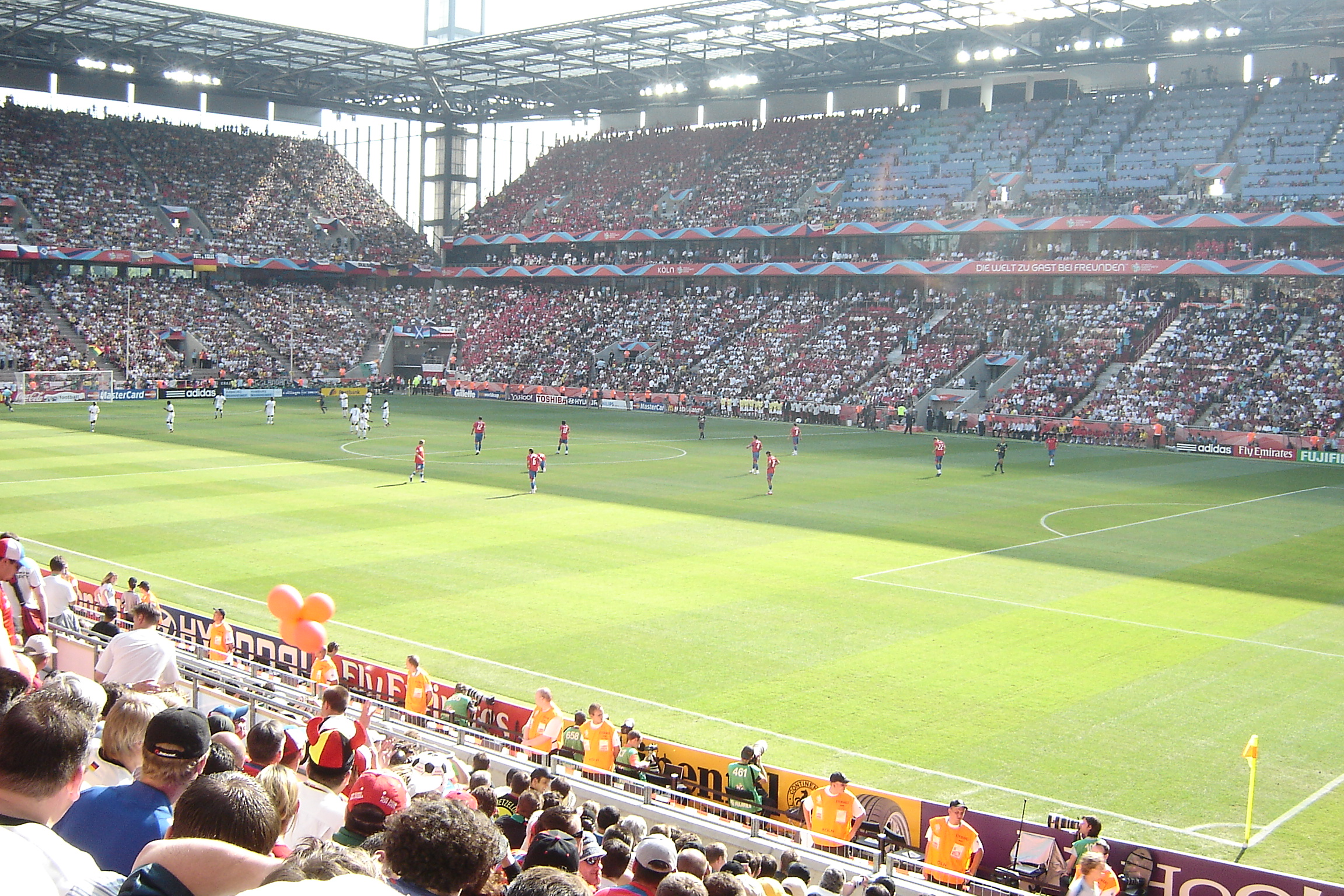
Scène du match Ghana - République tchèque, lors duquel Gyan marque son premier but en Coupe du monde.

Non retenu pour la Coupe d'Afrique des nations 2006, Asamoah Gyan figure cependant dans la sélection qui dispute en Allemagne la première Coupe du monde de l'histoire du Ghana. Plus jeune équipe du Mondial, le Ghana perd son premier match face à l'Italie (0-2), future lauréate de la compétition, sans démériter. Titulaire en attaque avec Matthew Amoah lors de ce match, Gyan l'est de nouveau lors du second, disputé le 17 juin 2006 à Cologne face à la République tchèque. Après 68 secondes de jeu, il ouvre le score après une frappe du gauche consécutive à un service d'Appiah, marquant ainsi le premier but de l'histoire de son pays en phase finale de Coupe du monde, et le but le plus rapide du tournoi 2006. Au cours de la seconde mi-temps, Gyan se voit offrir la possibilité d'inscrire un doublé, mais son penalty est repoussé par le poteau de Petr Čech. Un raté qui ne prête pas à conséquence, Muntari scellant le score quelques minutes plus tard (2-0), et sa performance est saluée après ce match. Suspendu lors de la rencontre suivante pour deux cartons jaunes reçus lors des deux premiers matchs,, il assiste à la victoire des siens face aux États-Unis (2-1), qui permet au Ghana de se qualifier pour les huitièmes de finale. De nouveau titularisé en attaque, il ne peut rien, à l'image de son équipe, face au Brésil qui sort vainqueur de cette confrontation (0-3). Gyan est même expulsé en fin de match après avoir reçu deux cartons jaunes.

### Concurrence, blessures et désillusions

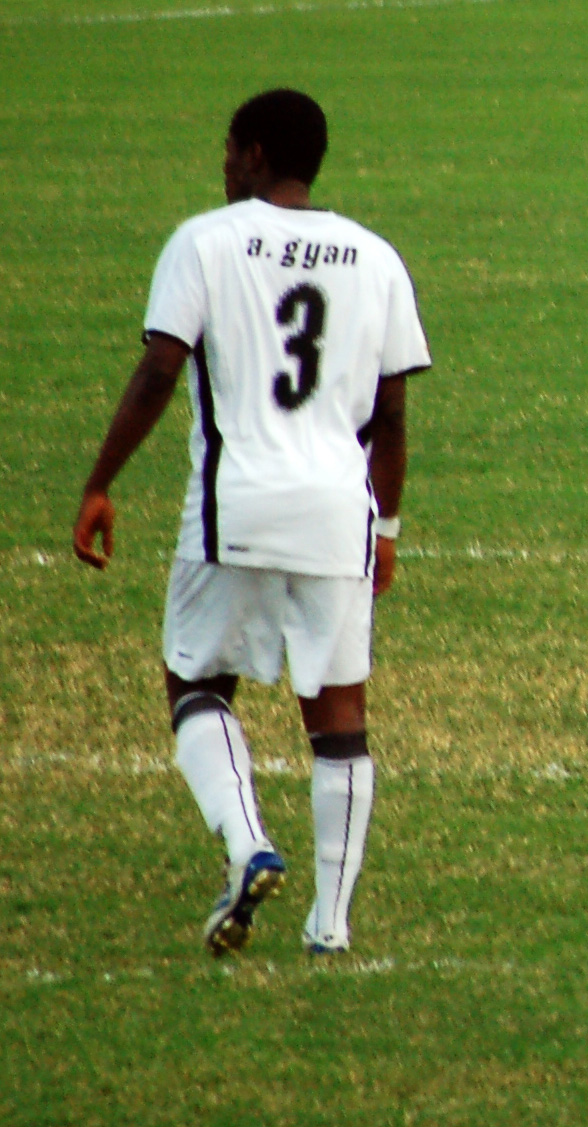
Gyan, de dos, durant la CAN 2008.

Après la Coupe du monde allemande, Asamoah Gyan retourne à l'Udinese et s'installe dans le costume d'un joueur de Série A. Pour autant, la concurrence est rude au sein de l'attaque du club italien, qui compte dans ses rangs les internationaux Antonio Di Natale et Vincenzo Iaquinta, ce dernier tout juste sacré champion du monde avec la Squadra Azzurra. Malgré cela, Gyan marque huit buts en vingt-cinq matchs (dont dix-huit titularisations) pour sa première saison complète à ce niveau. Ses performances, notamment au Mondial, attirent l'attention du Lokomotiv Moscou, qui tente de le recruter lors de l'hiver 2006-2007. Fin janvier 2007, son transfert est annoncé comme étant conclu avec une indemnité de transfert atteignant neuf millions d'euros, mais l'affaire ne se fait finalement pas, l'Udinese ne parvenant pas à engager le joueur censé le remplacer. Au mois d'août suivant, Gyan prolonge même son contrat de quatre ans avec son club, les deux parties se liant jusqu'en 2012, mais continue de subir une concurrence féroce, le départ de Iaquinta étant compensé par l'arrivée de Fabio Quagliarella. Gyan commence cependant la saison comme titulaire, marquant trois buts entre septembre et octobre 2007.
En janvier 2008, il est retenu pour disputer la Coupe d'Afrique des nations en compagnie de son frère Baffour. Le Ghana, pays organisateur de la compétition, commence son tournoi par une victoire face à la Guinée (2-1), lors de laquelle Gyan ouvre le score sur penalty. Titulaire lors des deux rencontres suivantes, il se distingue davantage par les occasions qu'il ne parvient pas à convertir en buts, ce qui attire à lui, ainsi qu'à sa famille, des menaces de mort,. Resté muet lors des rencontres suivantes, il déclare forfait à la veille de la demi-finale que le Ghana perd face au Cameroun (0-1). Victime d'une pubalgie, il en est opéré courant avril 2008. Après son retour de la CAN et jusqu'à la fin de saison, il ne dispute plus aucun match avec l'Udinese.
Au cours de l'été 2008, le Stade rennais FC, qui s'était déjà intéressé à lui un an auparavant, cherche de nouveau à le recruter. Le 11 juillet 2008 et contre une indemnité évaluée à huit millions d'euros, Gyan quitte l'Udinese pour rejoindre la Bretagne, signant un contrat de quatre ans et évoquant la possibilité de faire de son nouveau club un tremplin pour sa carrière. Malgré sa convalescence, il commence la saison comme titulaire, faisant ses premiers pas en Ligue 1 dès le 9 août 2008 face à Marseille (4-4), Baby Jet, afin de compenser l'absence de Jimmy Briand. Quinze jours plus tard, il se blesse à la cuisse droite, ce qui le prive de compétition durant plusieurs mois. De retour en fin d'année, il marque son premier but pour le Stade rennais à l'occasion d'un déplacement à Lorient le 20 décembre 2008. Malgré cela, Gyan ne parvient pas à obtenir la confiance de son entraîneur Guy Lacombe, qui lui préfère Jimmy Briand ou Olivier Thomert en pointe, et continue de multiplier les blessures,,. Très peu souvent titularisé durant cette première saison à Rennes, il doit notamment suivre du banc de touche la finale de Coupe de France perdue par le Stade rennais face à l'En Avant de Guingamp le 9 mai 2009, rencontre dont il ne dispute que les toutes dernières minutes.

### Retour au premier plan
Pendant l'été 2009, Asamoah Gyan bénéficie d'une préparation individualisée, le Stade rennais lui réservant un programme de diététique et d'hygiène de vie, et lui adjoignant la présence du médecin du club pendant ses vacances. Censée limiter les risques de blessures, cette préparation porte ses fruits, et Gyan parvient à obtenir la confiance du nouvel entraîneur rennais Frédéric Antonetti qui le titularise à la pointe de l'attaque. Ainsi, il ne manque que deux rencontres lors de la phase aller, et marque huit buts entre août et novembre. Logiquement, il est retenu pour la Coupe d'Afrique des nations qui se dispute en janvier 2010 en Angola, et fait figure de meneur dans une sélection ghanéenne privée de plusieurs de ses cadres. Après avoir sauvé l'honneur sur penalty lors du premier match perdu par le Ghana face à la Côte d'Ivoire (1-3), Gyan se montre décisif à partir des matchs à élimination directe de la phase finale. En quarts face au pays organisateur, il marque le seul but du match, puis récidive quelques jours plus tard, en demi-finale face au Nigeria, d'une tête consécutive à un corner. En finale face à l'Égypte le 31 janvier 2010, il ne peut rien pour empêcher la défaite des Ghanéens (0-1), mais sa prestation sur l'ensemble de la compétition est qualifiée « d'éblouissante », et son nom figure dans l'équipe-type de la compétition.

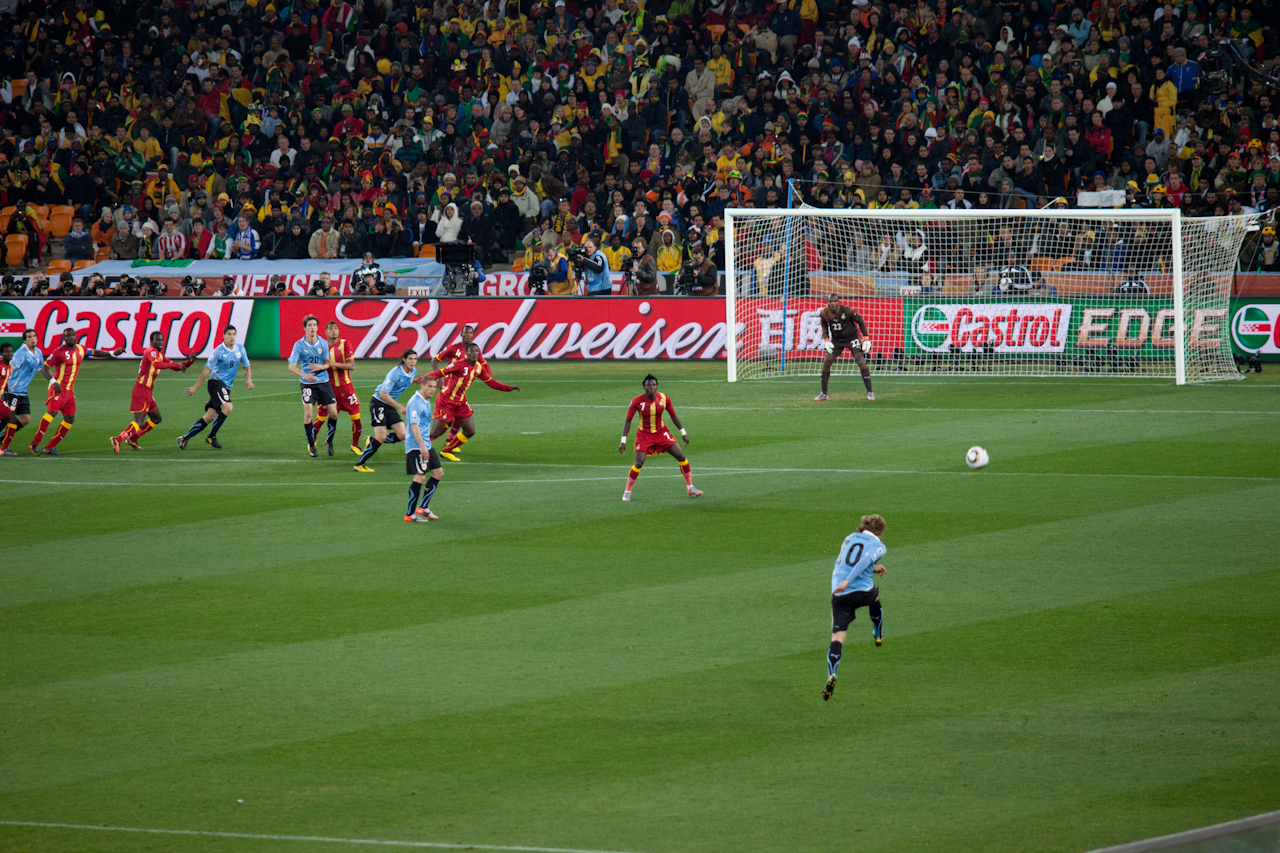
Scène du quart de finale opposant le Ghana à l'Uruguay lors de la Coupe du monde 2010.

De retour au Stade rennais, Gyan retrouve sa place de titulaire. Sa saison rennaise se clôt sur un total de treize buts marqués, son meilleur total depuis ses débuts professionnels. L'exercice 2009-2010 se termine pour lui par la Coupe du monde disputée en Afrique du Sud. Comme lors de la CAN, Gyan fait figure de cadre parmi l'équipe ghanéenne privée de l'un de ses meilleurs joueurs, Michael Essien. Pour son entrée dans la compétition, le Ghana l'emporte face à la Serbie, et Gyan se montre décisif, malgré deux tirs sur le poteau, en transformant le penalty de la victoire en toute fin de match (1-0). L'attaquant récidive six jours plus tard, son penalty égalisateur face à l'Australie permettant d'obtenir un match nul suffisant pour s'assurer la qualification pour les huitièmes de finale (1-1). À ce stade de la compétition, le Ghana, seul représentant africain encore en course, bute sur les États-Unis. Poussés à la prolongation, les Black Stars l'emportent grâce à un nouveau but de Gyan, qui prend de vitesse deux défenseurs adverses, dont son coéquipier à Rennes Carlos Bocanegra, pour marquer d'un tir du gauche (2-1). Qualifié pour les quarts de finale, le Ghana égale les performances du Cameroun en 1990 et du Sénégal en 2002, seules équipes africaines à avoir atteint ce stade de la compétition. Gyan, avec quatre buts répartis sur deux coupes du monde, est lui à une unité du recordman africain, Roger Milla. Opposés à l'Uruguay, les Ghanéens ouvrent la marque par Sulley Muntari dans le temps additionnel de la première période. Mais au retour des vestiaires, Paintsil fauche Jorge Fucile à l'entrée de la surface de réparation de Richard Kingson, occasionnant ainsi un coup franc (tiré par Diego Forlán) qui permet aux Uruguayens de revenir au score. Un score qui reste inchangé jusqu'à l'ultime minute de la prolongation, lors de laquelle l'Uruguayen Luis Suárez repousse de la main un  ballon qui s'apprêtait à rentrer dans les cages après une tête smashée de Dominic Adiyiah. L'arbitre portugais Olegário Benquerença a bien vu l'action : Suárez est exclu pour son sauvetage sur la ligne et le Ghana se voit accorder un penalty historique. En effet, si celui-ci est transformé, le Ghana deviendrait la première nation africaine à se qualifier pour les demi-finales d'une Coupe du monde. Gyan s'elance mais envoie son tir sur la barre transversale de Fernando Muslera, battu sur cette action. Gyan devient ainsi le joueur ayant raté le plus de penalties en phase finale de Coupe du monde, en dehors des séances de tirs au but (un triste record qu'il détient toujours aujourd'hui). La fin du match sifflée, les deux équipes doivent se départager avec l'épreuve des tirs au but. Loin de se démonter, Gyan est le premier ghanéen à tenter sa chance, et à transformer sa tentative, mais l'Uruguay s'impose finalement (1-1 a.p., 4-2 t.a.b.) sur une panenka de Sebastián Abreu et élimine un Ghana qui s'était attaché les faveurs de l'Afrique. À l'issue du Mondial, Gyan figure parmi les dix meilleurs joueurs de la compétition. En fin d'année, ses performances lui valent également de figurer parmi les vingt-trois joueurs nommés pour l'obtention du Ballon d'or 2010.

### Un nouveau départ en Angleterre
Le 31 août 2010, il quitte le Stade rennais et s'engage pour quatre ans avec Sunderland, moyennant une indemnité de transfert supérieure à treize millions de livres sterling, somme record pour son nouveau club. Il y passe une saison où il prend part à trente-trois rencontres et marque à onze reprise avant d'être prêté puis vendu au club émirati d'Al-Ain en juillet 2012. Après un prêt payant avait coûté 7,5 millions d'euros, le transfert final est d'un montant similaire.

### Exil en dehors de l'Europe
Lors de sa saison en prêt, il participe activement au titre de champion en inscrivant 22 buts et terminant meilleur buteur du championnat. La saison suivante, il est de nouveau champion et meilleur buteur avec trente-et-buts en vingt-deux rencontres de championnat. 
La saison 2013-2014, il marque vingt-neuf buts en championnat et est sacré meilleur buteur pour la troisième saisons consécutifs mais le club termine à la sixième place du championnat. Il remporte un dernier titre l'année suivante avant de quitter le club. En quatre saisons, Gyan inscrira 128 buts en 124 matchs et remporte en plus des trois titres de champions et autant de titre de meilleur buteur, la supercoupe en 2012, et la coupe en 2014.
Le 10 juillet 2015, Gyan Asamoah signe au Shanghai SIPG en Chinese Super League. Il signe un contrat de deux ans et touchera 14,4 millions d'euros par an.
Après une saison en Chine, il revient aux Émirats arabes unis sous les couleurs de Al-Ahli où il termine troisième et remporte la Coupe de la ligue.

### Kayserispor
Le 5 juillet 2017, Asamoah Gyan rejoint le club turc de Kayserispor. Le 14 août 2017, Gyan joue son premier match pour Kayserispor, lors de la première journée de la saison 2017-2018 de Süper Lig face au Galatasaray SK. Il est titularisé et son équipe s'incline par quatre buts à un. Gyan marque son premier but pour le club en coupe de Turquie, le 19 septembre 2017 contre Van Büyükşehir Belediye Spor. Titulaire, il donne la victoire à son équipe en étant l'unique buteur de la partie.
Le 9 août 2019, Gyan décide de rompre son contrat avec Kayserispor et se retrouve désormais libre. Touché à plusieurs reprises par des blessures, l'international ghanéen n'aura pas eu l'impact espérée dans le club turc.

### Indian Super League
Il découvre l'Indian Super League avec le NorthEast United FC. La sixième depuis la création de ce Championnat parallèle à la compétition locale, débutant le 20 octobre 2019. L’ancien capitaine du Ghana s’est blessé le 28 décembre 2019 alors qu’il jouait pour son club. Un match qui les opposaient à Kerala Blasters, 8e de la Premier League indienne (1-1).  En 8 matchs, l’ancien de Kayserispor a marqué 4 buts et délivré 1 passe décisive. Asamoah Gyan est absent pour le reste de la saison de Premier League indienne.

## Statistiques
| Saison                | Club                  | Championnat           | Championnat | Championnat | Coupe nationale | Coupe nationale | Coupe de la Ligue | Coupe de la Ligue | Supercoupe | Supercoupe | Compétition(s) continentale(s) | Compétition(s) continentale(s) | Compétition(s) continentale(s) | Ghana | Ghana | Total | Total |
| Saison                | Club                  | Division              | M.          | B.          | M.              | B.              | M.                | B.                | M.         | B.         | Comp.                          | M.                             | B.                             | M.    | B.    | M.    | B.    |
| 2003                  | Liberty Professionals | FCPBPL                | 16          | 10          | -               | -               | -                 | -                 | -          | -          | -                              | -                              | -                              | 2     | 1     | 18    | 11    |
| 2003-2004             | Udinese Calcio        | Serie A               | 1           | 0           | -               | -               | -                 | -                 | -          | -          | -                              | -                              | -                              | 1     | 1     | 2     | 1     |
| 2006-2007             | Udinese Calcio        | Serie A               | 25          | 8           | 1               | 0               | -                 | -                 | -          | -          | -                              | -                              | -                              | 6     | 2     | 32    | 10    |
| 2007-2008             | Udinese Calcio        | Serie A               | 13          | 3           | 0               | 0               | -                 | -                 | -          | -          | -                              | -                              | -                              | 5     | 2     | 18    | 5     |
| Sous-total            | Sous-total            | Sous-total            | 39          | 11          | 1               | 0               | -                 | -                 | -          | -          | -                              | -                              | -                              | 12    | 5     | 52    | 16    |
| 2004-2005             | Modena FC (prêt)      | Serie B               | 28          | 7           | -               | -               | -                 | -                 | -          | -          | -                              | -                              | -                              | 5     | 3     | 33    | 10    |
| 2005-2006             | Modena FC (prêt)      | Serie B               | 25          | 8           | 1               | 0               | -                 | -                 | -          | -          | -                              | -                              | -                              | 8     | 5     | 34    | 13    |
| Sous-total            | Sous-total            | Sous-total            | 53          | 15          | 1               | 0               | -                 | -                 | -          | -          | -                              | -                              | -                              | 13    | 8     | 67    | 23    |
| 2008-2009             | Stade rennais FC      | Ligue 1               | 16          | 1           | 2               | 0               | 1                 | 0                 | -          | -          | C3                             | 1                              | 0                              | 1     | 0     | 21    | 1     |
| 2009-2010             | Stade rennais FC      | Ligue 1               | 29          | 13          | 1               | 0               | -                 | -                 | -          | -          | -                              | -                              | -                              | 17    | 9     | 47    | 22    |
| 2010-2011             | Stade rennais FC      | Ligue 1               | 3           | 0           | -               | -               | -                 | -                 | -          | -          | -                              | -                              | -                              | 1     | 0     | 4     | 0     |
| Sous-total            | Sous-total            | Sous-total            | 48          | 14          | 3               | 0               | 1                 | 0                 | -          | -          | -                              | 1                              | 0                              | 19    | 9     | 72    | 23    |
| 2010-2011             | Sunderland AFC        | Premier League        | 31          | 10          | 1               | 0               | 1                 | 1                 | -          | -          | -                              | -                              | -                              | 5     | 2     | 38    | 13    |
| 2011-2012             | Sunderland AFC        | Premier League        | 3           | 0           | -               | -               | 1                 | 0                 | -          | -          | -                              | -                              | -                              | 1     | 1     | 5     | 1     |
| Sous-total            | Sous-total            | Sous-total            | 34          | 10          | 1               | 0               | 2                 | 1                 | -          | -          | -                              | -                              | -                              | 6     | 3     | 43    | 14    |
| 2011-2012             | Al Ain Club (prêt)    | Arab Gulf League      | 18          | 21          | 1               | 2               | 5                 | 3                 | -          | -          | -                              | -                              | -                              | 7     | 2     | 31    | 28    |
| 2012-2013             | Al Ain Club           | Arab Gulf League      | 22          | 31          | 2               | 0               | -                 | -                 | 1          | 0          | AFC                            | 4                              | 1                              | 13    | 7     | 42    | 39    |
| 2013-2014             | Al Ain Club           | Arab Gulf League      | 26          | 29          | 4               | 6               | 2                 | 0                 | 1          | 0          | AFC                            | 12                             | 12                             | 8     | 7     | 53    | 54    |
| 2014-2015             | Al Ain Club           | Arab Gulf League      | 17          | 13          | 2               | 4               | -                 | -                 | 1          | 0          | AFC                            | 6                              | 5                              | 9     | 6     | 35    | 28    |
| Sous-total            | Sous-total            | Sous-total            | 83          | 95          | 9               | 12              | 7                 | 3                 | 3          | 0          | -                              | 22                             | 18                             | 37    | 22    | 161   | 150   |
| 2015                  | Shanghai SIPG         | Super League          | 10          | 4           | -               | -               | 1                 | 1                 | -          | -          | -                              | -                              | -                              | 3     | 0     | 14    | 5     |
| 2016                  | Shanghai SIPG         | Super League          | 10          | 3           | 1               | 0               | -                 | -                 | -          | -          | AFC                            | 4                              | 0                              | 2     | 0     | 17    | 3     |
| Sous-total            | Sous-total            | Sous-total            | 20          | 7           | 1               | 0               | 1                 | 1                 | -          | -          | -                              | 4                              | 0                              | 5     | 0     | 31    | 8     |
| 2016-2017             | Al-Ahli Dubai Club    | Arab Gulf League      | 14          | 6           | 4               | 3               | 1                 | 0                 | -          | -          | AFC                            | 7                              | 2                              | 10    | 3     | 36    | 14    |
| 2017-2018             | Kayserispor           | Süper Lig             | 12          | 1           | 5               | 3               | -                 | -                 | -          | -          | -                              | -                              | -                              | 1     | 0     | 18    | 4     |
| 2018-2019             | Kayserispor           | Süper Lig             | 14          | 4           | 3               | 1               | -                 | -                 | -          | -          | -                              | -                              | -                              | 2     | 0     | 19    | 5     |
| Sous-total            | Sous-total            | Sous-total            | 26          | 5           | 8               | 4               | -                 | -                 | -          | -          | -                              | -                              | -                              | 3     | 0     | 37    | 9     |
| 2019-2020             | NorthEast United FC   | Indian Super League   | 8           | 4           | -               | -               | -                 | -                 | -          | -          | -                              | -                              | -                              | -     | -     | 8     | 4     |
| 2020-2021             | Legon Cities          | Premier League        | 6           | 0           | -               | -               | -                 | -                 | -          | -          | -                              | -                              | -                              | -     | -     | 6     | 0     |
| Total sur la carrière | Total sur la carrière | Total sur la carrière | 347         | 177         | 28              | 19              | 12                | 5                 | 3          | 0          | -                              | 34                             | 20                             | 107   | 51    | 531   | 272   |

## Buts internationaux
| Buts internationaux d'Asamoah Gyan (51) | Buts internationaux d'Asamoah Gyan (51) | Buts internationaux d'Asamoah Gyan (51)                      | Buts internationaux d'Asamoah Gyan (51) | Buts internationaux d'Asamoah Gyan (51) | Buts internationaux d'Asamoah Gyan (51) | Buts internationaux d'Asamoah Gyan (51) | Buts internationaux d'Asamoah Gyan (51) |
|                                         | Date                                    | Lieu                                                         | Adversaire                              | Score                                   | Résultat                                | Compétition                             |                                         |
| --------------------------------------- | --------------------------------------- | ------------------------------------------------------------ | --------------------------------------- | --------------------------------------- | --------------------------------------- | --------------------------------------- | --------------------------------------- |
| 1.                                      | 16 novembre 2003                        | Ohene Djan Stadium, Accra (Ghana)                            | Somalie                                 | 0-4                                     | 0-5                                     | Qualifications Coupe du monde 2006      |                                         |
| 2.                                      | 25 juin 2004                            | Estádio da Machava, Maputo (Mozambique)                      | Mozambique                              | 0-1                                     | 0-1                                     | Match amical                            |                                         |
| 3.                                      | 3 juillet 2004                          | Mandela National Stadium, Kampala (Ouganda)                  | Ouganda                                 | 1-1                                     | 1-1                                     | Qualifications Coupe du monde 2006      |                                         |
| 4.                                      | 23 mars 2005                            | Nairobi (Kenya)                                              | Kenya                                   | 0-1                                     | 2-2                                     | Match amical                            |                                         |
| 5.                                      | 27 mars 2005                            | Stade des Martyrs, Kinshasa (RD Congo)                       | RD Congo                                | 0-1                                     | 1-1                                     | Qualifications Coupe du monde 2006      |                                         |
| 6.                                      | 8 octobre 2005                          | Stade de Várzea, Praia (Cap-Vert)                            | Cap-Vert                                | 0-3                                     | 0-4                                     | Qualifications Coupe du monde 2006      |                                         |
| 7.                                      | 14 novembre 2005                        | Stade international du Roi-Fahd, Riyad (Arabie saoudite)     | Arabie saoudite                         | -                                       | 0-3                                     | Match amical                            |                                         |
| 8.                                      | 14 novembre 2005                        | Stade international du Roi-Fahd, Riyad (Arabie saoudite)     | Arabie saoudite                         | -                                       | 0-3                                     | Match amical                            |                                         |
| 9.                                      | 4 juin 2006                             | Easter Road, Édimbourg (Écosse)                              | Corée du Sud                            | 0-1                                     | 1-3                                     | Match amical                            |                                         |
| 10.                                     | 17 juin 2006                            | RheinEnergieStadion, Cologne (Allemagne)                     | Tchéquie                                | 0-1                                     | 0-2                                     | Coupe du monde 2006                     |                                         |
| 11.                                     | 8 octobre 2006                          | Stade de la Coupe du monde de Séoul, Séoul (Corée du Sud)    | Corée du Sud                            | 0-1                                     | 1-3                                     | Match amical                            |                                         |
| 12.                                     | 8 octobre 2006                          | Stade de la Coupe du monde de Séoul, Séoul (Corée du Sud)    | Corée du Sud                            | 1-3                                     | 1-3                                     | Match amical                            |                                         |
| 13.                                     | 21 août 2007                            | The Den, Londres (Angleterre)                                | Sénégal                                 | 1-0                                     | 1-1                                     | Match amical                            |                                         |
| 14.                                     | 20 janvier 2008                         | Ohene Djan Stadium, Accra (Ghana)                            | Guinée                                  | 1-0                                     | 2-1                                     | CAN 2008                                |                                         |
| 15.                                     | 9 septembre 2009                        | Stadion Galgenwaard, Utrecht (Pays-Bas)                      | Japon                                   | 0-1                                     | 4-3                                     | Match amical                            |                                         |
| 16.                                     | 9 septembre 2009                        | Stadion Galgenwaard, Utrecht (Pays-Bas)                      | Japon                                   | 0-2                                     | 4-3                                     | Match amical                            |                                         |
| 17.                                     | 15 janvier 2010                         | Stade National de Chiazi, Cabinda (Angola)                   | Côte d'Ivoire                           | 3-1                                     | 3-1                                     | CAN 2010                                |                                         |
| 18.                                     | 24 janvier 2010                         | Stade national du 11-Novembre, Luanda (Angola)               | Angola                                  | 0-1                                     | 0-1                                     | CAN 2010                                |                                         |
| 19.                                     | 28 janvier 2010                         | Stade national du 11-Novembre, Luanda (Angola)               | Nigeria                                 | 1-0                                     | 1-0                                     | CAN 2010                                |                                         |
| 20.                                     | 1er juin 2010                           | Feijenoord Stadion, Rotterdam (Pays-Bas)                     | Pays-Bas                                | 2-1                                     | 4-1                                     | Match amical                            |                                         |
| 21.                                     | 13 juin 2010                            | Loftus Versfeld Stadium, Pretoria (Afrique du Sud)           | Serbie                                  | 0-1                                     | 0-1                                     | Coupe du monde 2010                     |                                         |
| 22.                                     | 19 juin 2010                            | Stade Royal Bafokeng, Rustenburg (Afrique du Sud)            | Australie                               | 1-1                                     | 1-1                                     | Coupe du monde 2010                     |                                         |
| 23.                                     | 26 juin 2010                            | Stade Royal Bafokeng, Rustenburg (Afrique du Sud)            | États-Unis                              | 1-2                                     | 1-2                                     | Coupe du monde 2010                     |                                         |
| 24.                                     | 29 mars 2011                            | Wembley Stadium, Londres (Angleterre)                        | Angleterre                              | 1-1                                     | 1-1                                     | Match amical                            |                                         |
| 25.                                     | 7 juin 2011                             | Stade de la Coupe du monde de Séoul, Séoul (Corée du Sud)    | Corée du Sud                            | 1-1                                     | 2-1                                     | Match amical                            |                                         |
| 26.                                     | 2 septembre 2011                        | Ohene Djan Stadium, Accra (Ghana)                            | Eswatini                                | 1-0                                     | 2-0                                     | Qualifications CAN 2012                 |                                         |
| 27.                                     | 8 octobre 2011                          | Khartoum Stadium, Khartoum (Soudan)                          | Soudan                                  | 0-1                                     | 0-2                                     | Qualifications CAN 2012                 |                                         |
| 28.                                     | 28 janvier 2012                         | Stade de Franceville, Franceville (Gabon)                    | Mali                                    | 1-0                                     | 2-0                                     | CAN 2012                                |                                         |
| 29.                                     | 10 janvier 2013                         | Stade Al-Nahyan, Abou Dabi (Émirats arabes unis)             | Égypte                                  | 3-0                                     | 3-0                                     | Match amical                            |                                         |
| 30.                                     | 13 janvier 2013                         | Stade Sheikh Zayed, Abou Dabi (Émirats arabes unis)          | Tunisie                                 | 3-2                                     | 4-2                                     | Match amical                            |                                         |
| 31.                                     | 28 janvier 2013                         | Nelson Mandela Bay Stadium, Port Elizabeth (Afrique du Sud)  | Niger                                   | 0-1                                     | 0-3                                     | CAN 2013                                |                                         |
| 32.                                     | 24 mars 2013                            | Baba Yara Stadium, Kumasi (Ghana)                            | Soudan                                  | 1-0                                     | 4-0                                     | Qualifications Coupe du monde 2014      |                                         |
| 33.                                     | 7 juin 2013                             | Al Merreikh Stadium, Omdourman (Soudan)                      | Soudan                                  | 0-1                                     | 1-3                                     | Qualifications Coupe du monde 2014      |                                         |
| 34.                                     | 7 juin 2013                             | Al Merreikh Stadium, Omdourman (Soudan)                      | Soudan                                  | 1-2                                     | 1-3                                     | Qualifications Coupe du monde 2014      |                                         |
| 35.                                     | 16 juin 2013                            | Stade de Setsoto, Maseru (Lesotho)                           | Lesotho                                 | 0-2                                     | 0-2                                     | Qualifications Coupe du monde 2014      |                                         |
| 36.                                     | 14 août 2013                            | Stade olympique Atatürk, Istanbul (Turquie)                  | Turquie                                 | 2-1                                     | 2-2                                     | Match amical                            |                                         |
| 37.                                     | 14 août 2013                            | Stade olympique Atatürk, Istanbul (Turquie)                  | Turquie                                 | 2-2                                     | 2-2                                     | Match amical                            |                                         |
| 38.                                     | 15 octobre 2013                         | Baba Yara Stadium, Kumasi (Ghana)                            | Égypte                                  | 1-0                                     | 6-1                                     | Qualifications Coupe du monde 2014      |                                         |
| 39.                                     | 15 octobre 2013                         | Baba Yara Stadium, Kumasi (Ghana)                            | Égypte                                  | 4-1                                     | 6-1                                     | Qualifications Coupe du monde 2014      |                                         |
| 40.                                     | 9 juin 2014                             | Sun Life Stadium, Miami Gardens (États-Unis)                 | Corée du Sud                            | 2-0                                     | 4-0                                     | Match amical                            |                                         |
| 41.                                     | 21 juin 2014                            | Stade Governador-Plácido-Castelo, Fortaleza (Brésil)         | Allemagne                               | 2-1                                     | 2-2                                     | Coupe du monde 2014                     |                                         |
| 42.                                     | 26 juin 2014                            | Stade national de Brasilia Mané-Garrincha, Brasilia (Brésil) | Portugal                                | 1-1                                     | 1-2                                     | Coupe du monde 2014                     |                                         |
| 43.                                     | 10 septembre 2014                       | Stade de Kégué, Lomé (Togo)                                  | Togo                                    | 1-1                                     | 2-3                                     | Qualifications CAN 2015                 |                                         |
| 44.                                     | 11 octobre 2014                         | Stade Mohammed-V, Casablanca (Maroc)                         | Guinée                                  | 0-1                                     | 1-1                                     | Qualifications CAN 2015                 |                                         |
| 45.                                     | 15 octobre 2014                         | Tamale Stadium, Tamale (Ghana)                               | Guinée                                  | 1-0                                     | 3-1                                     | Qualifications CAN 2015                 |                                         |
| 46.                                     | 23 janvier 2015                         | Estadio de Mongomo, Mongomo (Guinée équatoriale)             | Algérie                                 | 1-0                                     | 1-0                                     | CAN 2015                                |                                         |
| 47.                                     | 14 juin 2015                            | Accra Sports Stadium, Accra, (Ghana)                         | Maurice                                 | 3-0                                     | 7-1                                     | Qualifications CAN 2017                 |                                         |
| 48.                                     | 14 juin 2015                            | Accra Sports Stadium, Accra, (Ghana)                         | Maurice                                 | 4-0                                     | 7-1                                     | Qualifications CAN 2017                 |                                         |
| 49.                                     | 21 janvier 2017                         | Stade de Port-Gentil, Port-Gentil (Gabon)                    | Mali                                    | 1-0                                     | 1-0                                     | CAN 2017                                |                                         |
| 50.                                     | 11 juin 2017                            | Baba Yara Stadium, Kumasi (Ghana)                            | Éthiopie                                | 1-0                                     | 5-0                                     | Qualifications CAN 2019                 |                                         |
| 51.                                     | 1er juillet 2017                        | Rentschler Field, East Rutherford (États-Unis)               | États-Unis                              | 1-2                                     | 1-2                                     | Match amical                            |                                         |

## Palmarès

### En club
| - Stade rennais FC - Coupe de France : - Finaliste : 2009. |  | - Al Ain Club - Championnat des Émirats arabes unis : - Vainqueur (3) : 2012 et 2013 et 2015. - Coupe des Émirats arabes unis : - Vainqueur (1) : 2014 - Supercoupe des Émirats arabes unis : - Vainqueur (1) : 2012. |  | - Al-Ahli Dubai FC - Coupe de la ligue : - Vainqueur (1) : 2017 |

### En sélection
- Ghana
  - Coupe d'Afrique des nations :
    - Finaliste : 2010 et 2015.
    - Troisième : 2008.

### Distinctions individuelles
- 2010 : Présent dans le 11 type de la CAN.
- 2010 : Deux fois Homme du match lors de la Coupe du monde contre l'Australie et la Serbie.
- 2010 : 18e du Ballon d'or avec 0,46 % des voix.
- 2010 : Footballeur africain de l'année (BBC).
- 2010 : Deuxième joueur africain de l'année.
- 2012 : Meilleur buteur du championnat des Émirats arabes unis avec 22 buts.
- 2013 : Meilleur buteur du championnat des Émirats arabes unis avec 31 buts.
- 2013 : Présent dans le 11 type de la CAN.
- 2014 : Meilleur buteur du championnat des Émirats arabes unis avec 29 buts.
- Co-meilleur buteur des éliminatoires de la Coupe du monde de football 2014 : zone Afrique (6 buts) avec les égyptiens Mohamed Salah et Mohamed Aboutrika